# 15 de Septiembre, Sonora
15 de Septiembre är en ort i Mexiko.   Den ligger i kommunen Caborca och delstaten Sonora, i den nordvästra delen av landet, 1 900 km nordväst om huvudstaden Mexico City. 15 de Septiembre ligger 30 meter över havet och antalet invånare är 393.
Terrängen runt 15 de Septiembre är platt, och sluttar västerut. Runt 15 de Septiembre är det mycket glesbefolkat, med 6 invånare per kvadratkilometer. Närmaste större samhälle är Poblado San Felipe, 14,6 km öster om 15 de Septiembre. Trakten runt 15 de Septiembre är ofruktbar med lite eller ingen växtlighet.